# Běh na lyžích na Zimních olympijských hrách 1988
Běh na lyžích na Zimních olympijských hrách 1988 se konal v Canmore Nordic Center v městě Canmore v Kanadě.
Oproti předchozím hrám byla zavedena významná inovace. Vedle tradiční klasické techniky byly představeny soutěže volnou technikou. Tento režim se přijal již na mistrovství světa v klasickém lyžování 1987. Závody na kratší vzdálenosti (15 a 30 km pro muže, 5 a 10 km pro ženy) se konaly klasickou technikou, zatímco ty delší (50 km pro muže, 30 km pro ženy) volnou technikou.

## Medailové pořadí zemí
| Pořadí | Země                 | Zlato | Stříbro | Bronz | Celkově |
| ------ | -------------------- | ----- | ------- | ----- | ------- |
| 1.     | Sovětský svaz (URS)  | 5     | 5       | 3     | 13      |
| 2.     | Švédsko (SWE)        | 2     | 0       | 0     | 2       |
| 3.     | Finsko (FIN)         | 1     | 0       | 2     | 3       |
| 4.     | Norsko (NOR)         | 0     | 2       | 1     | 3       |
| 5.     | Itálie (ITA)         | 0     | 1       | 0     | 1       |
| 6.     | Československo (TCH) | 0     | 0       | 1     | 1       |
| 7.     | Švýcarsko (SUI)      | 0     | 0       | 1     | 1       |
|        | Celkem               | 8     | 8       | 8     | 24      |

## Medailisté

### Muži
| Disciplína        | Zlato                                                                       | Výkon     | Stříbro                                                                                             | Výkon     | Bronz                                                                            | Výkon     |
| ----------------- | --------------------------------------------------------------------------- | --------- | --------------------------------------------------------------------------------------------------- | --------- | -------------------------------------------------------------------------------- | --------- |
| 15 km klasicky    | Michail Devjaťjarov · Sovětský svaz (URS)                                   | 41:18,9   | Pål Gunnar Mikkelsplass · Norsko (NOR)                                                              | 41:33,4   | Vladimir Smirnov · Sovětský svaz (URS)                                           | 41:48,5   |
| 30 km klasicky    | Alexej Prokurorov · Sovětský svaz (URS)                                     | 1:24:26,3 | Vladimir Smirnov · Sovětský svaz (URS)                                                              | 1:24:35,1 | Vegard Ulvang · Norsko (NOR)                                                     | 1:25:11,6 |
| 50 km volně       | Gunde Svan · Švédsko (SWE)                                                  | 2:04:30,9 | Maurilio De Zolt · Itálie (ITA)                                                                     | 2:05:36,4 | Andy Grünenfelder · Švýcarsko (SUI)                                              | 2:06:01,9 |
| štafeta 4 × 10 km | Švédsko (SWE) · Jan Ottosson · Thomas Wassberg · Gunde Svan · Torgny Mogren | 1:43:58,6 | Sovětský svaz (URS) · Vladimir Smirnov · Vladimir Sachnov · Michail Devjaťjarov · Alexej Prokurorov | 1:44:11,3 | Československo (TCH) · Radim Nyč · Václav Korunka · Pavel Benc · Ladislav Švanda | 1:45:22,7 |

### Ženy
| Disciplína       | Zlato                                                                                                  | Výkon   | Stříbro                                                                     | Výkon     | Bronz                                                                                              | Výkon     |
| ---------------- | --- | ------- | --------------------------------------------------------------------------- | --------- | -------------------------------------------------------------------------------------------------- | --------- |
| 5 km klasicky    | Marjo Matikainenová · Finsko (FIN)                                                                     | 15:04,0 | Tamara Tichonovová · Sovětský svaz (URS)                                    | 15:05,3   | Vida Vencienėová · Sovětský svaz (URS)                                                             | 15:11,1   |
| 10 km klasicky   | Vida Vencienėová · Sovětský svaz (URS)                                                                 | 30:08,3 | Raisa Smetaninová · Sovětský svaz (URS)                                     | 30:17,0   | Marjo Matikainenová · Finsko (FIN)                                                                 | 30:20,5   |
| 20 km volně      | Tamara Tichonovová · Sovětský svaz (URS)                                                               | 55:53,6 | Anfisa Rezcovová · Sovětský svaz (URS)                                      | 56:12,8   | Raisa Smetaninová · Sovětský svaz (URS)                                                            | 57:22,1   |
| štafeta 4 × 5 km | Sovětský svaz (URS) · Světlana Nagejkinová · Nina Gavriljuková · Tamara Tichonovová · Anfisa Rezcovová | 59:51,1 | Norsko (NOR) · Trude Dybendahl · Marit Wold · Anne Jahren · Marianne Dahlmo | 1:01:33,0 | Finsko (FIN) · Pirkko Määttä · Marja-Liisa Kirvesniemiová · Marjo Matikainenová · Jaana Savolainen | 1:01:53,8 |